# Monte Christi

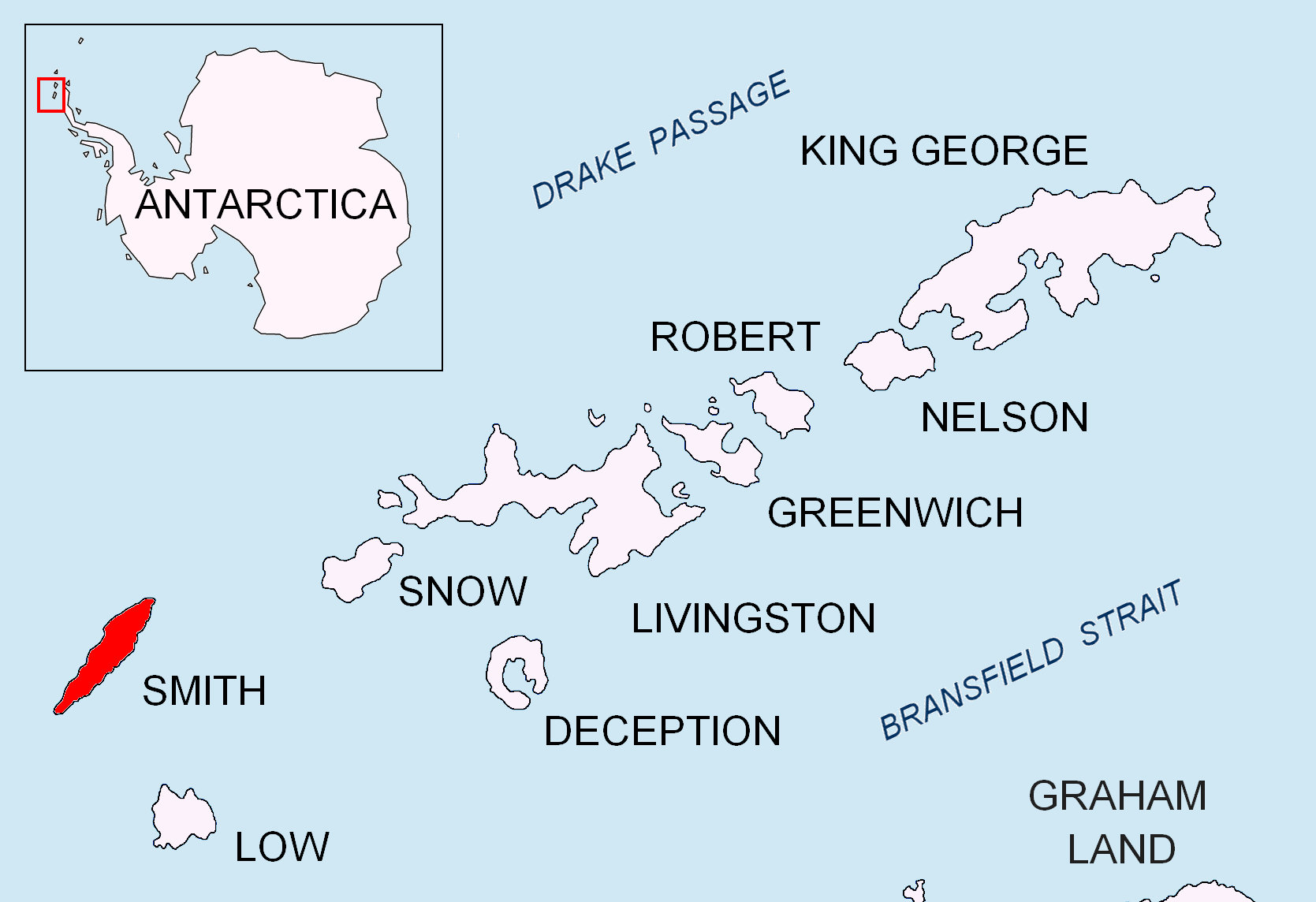
Localizzazione dell'Isola Smith, nelle Isole Shetland Meridionali.

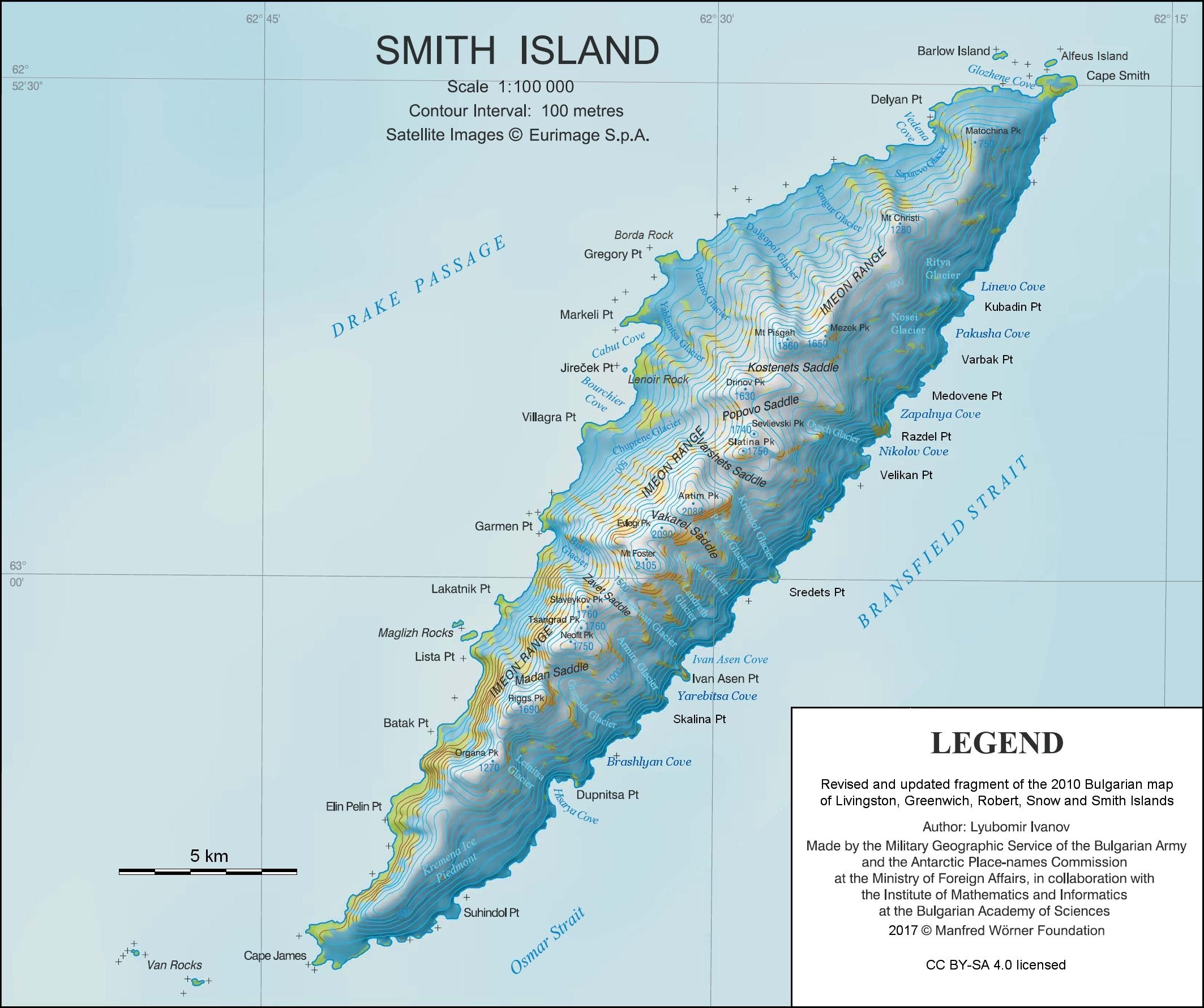
Mappa topografica dell'Isola Smith. Il Monte Christi si trova nella parte superiore dell'immagine, al centro della catena dell'Imeon Range.

Il Monte Christi è una vetta antartica, alta 1.280 m, situata nel settore settentrionale dell'Imeon Range, catena montuosa che occupa la parte interna dell'Isola Smith, che fa parte delle Isole Shetland Meridionali, in Antartide.

## Caratteristiche
Il monte sovrasta il Ghiacciaio Kongur a ovest-nordovest, il Ghiacciaio Saparevo a nord e il Ghiacciaio Ritya a sudest.

## Localizzazione
Il monte è localizzato alle coordinate 62°54′33.4″S 62°24′01″W, 4,74 km a nordest del Monte Pisgah, 3,36 km a sud-sudovest di Delyan Point e 3,22 km a sudovest del Matochina Peak.
Mappatura bulgara del 2009. 

## Denominazione
La denominazione "Cape Christi" era stata assegnata dall'esploratore britannico Henry Foster durante la spedizione antartica del 1828-31 all'estremità settentrionale dell'Isola Smith; tuttavia il capo era già stato denominato Capo Smith. Poiché quest'ultima denominazione era già stata approvata per il capo, l'UK Antarctic Place-names Committee nel 1953 raccomandò che, per ragioni di continuità storica, il nome "Christi" fosse approvato per il monte descritto sopra.

## Mappe
- Chart of South Shetland including Coronation Island, &c. from the exploration of the sloop Dove in the years 1821 and 1822 by George Powell Commander of the same. Scale ca. 1:200000. London: Laurie, 1822.
- L.L. Ivanov. Antarctica: Livingston Island and Greenwich, Robert, Snow and Smith Islands. Scale 1:120000 topographic map. Troyan: Manfred Wörner Foundation, 2010. ISBN 978-954-92032-9-5 (First edition 2009. ISBN 978-954-92032-6-4)
- South Shetland Islands: Smith and Low Islands. Scale 1:150000 topographic map No. 13677. British Antarctic Survey, 2009.
- Antarctic Digital Database (ADD). Scale 1:250000 topographic map of Antarctica. Scientific Committee on Antarctic Research (SCAR). Since 1993, regularly upgraded and updated.
- L.L. Ivanov. Antarctica: Livingston Island and Smith Island. Scale 1:100000 topographic map. Manfred Wörner Foundation, 2017. ISBN 978-619-90008-3-0